# Coris sandeyeri
Coris sandeyeri е вид лъчеперка от семейство Labridae.

## Разпространение
Видът е разпространен в Австралия, Нова Зеландия и Остров Норфолк.